# Нибелунги (фильм, 1924)
«Нибелу́нги» (нем. Die Nibelungen, 1924) — немой художественный фильм Фрица Ланга по мотивам средневековой германской эпической поэмы «Песнь о Нибелунгах». Из-за очень большого метража (почти 5 часов) фильм вышел на экраны в двух частях: «Нибелунги: Зигфрид» (Die Nibelungen: Siegfried) и «Нибелунги: Месть Кримхильды» (Die Nibelungen: Kriemhilds Rache). Сценарий был написан женой режиссёра Теей фон Харбоу.
Премьера первого фильма дилогии состоялась в Берлине 14 февраля 1924 года, второго — 26 апреля.

## Сюжет
Сценарий фильма, написанный Фрицем Лангом и его женой Теа фон Харбоу, основан на классической эпической поэме «Песнь о Нибелунгах», созданной в начале XIII века, и на её более поздних «народных» адаптациях, которые были широко распространены в Германии начиная с конца XVII века.
Каждый фильм дилогии разбит на семь глав, которые в титрах называются «песнями».
Каждая из двух частей открывается посвящением германскому народу.
В изложении сюжета указаны только те имена персонажей, которые встречаются в титрах фильма.

### Часть 1: Зигфрид

#### Песнь первая

Пауль Рихтер в роли Зигфрида

Молодой Зигфрид (Пауль Рихтер), сын короля Зигмунда, учится кузнечному делу у живущего в диком лесу старого мастера Миме (Георг Йон). Он выковывает небывалый меч, безупречность которого поражает даже его наставника — поражает настолько, что Миме начинает завидовать Зигфриду. Он говорит юноше, что больше ничему его научить не может, и приводит ему коня. Но Зигфрид не успевает уехать — он слышит рассказ одного из лесных жителей о славном и великом городе Вормсе, где правит король Бургундии Гунтер (Теодор Лоос), и о сестре короля — прекрасной Кримхильде (Маргарет Шён). Зигфрид требует, чтобы ему показали дорогу к Вормсу. Лесовики отказываются, но Миме показывает юноше путь через чащу. Он надеется, что превзошедшего его ученика убьёт живущий там огнедышащий дракон.
Увидев дракона, Зигфрид нападает на него и убивает своим мечом. Лизнув палец, окроплённый кровью дракона, он начинает понимать язык зверей и птиц, и узнаёт от ворона, что победитель дракона может стать неуязвимым, если выкупается в его крови. Зигфрид обливается кровью дракона, но к его спине прилипает листок дерева и на теле остаётся единственное уязвимое место.

#### Песнь вторая
В Вормсе, при дворе короля Гунтера Бургундского, трубадур Фолькер (Бернхард Гёцке) поёт балладу о подвиге Зигфрида, победителя дракона.
Зигфрид проезжает через горы, где на него нападает карлик-нибелунг по имени Альберих (Георг Йон). Скрывшись под магической накидкой, карлик становится невидимым и пытается задушить Зигфрида, но тому удаётся освободиться и отобрать у Альбериха волшебную накидку. Нибелунг обещает показать Зигфриду величайшие сокровища, если тот сохранит ему жизнь. Зигфрид соглашается и Альберих ведёт его в пещеру, где на огромном каменном блюде, которое держат скованные карлики-нибелунги, разложены все их сокровища, в том числе меч Бальмунг.
Пока Зигфрид любуется мечом, Альберих снова пытается его убить. Зигфрид опять побеждает его, и Альберих умирает, успев проклясть всех, кто унаследует сокровища нибелунгов. Он превращается в камень, а вслед за ним и карлики, которые поддерживают блюдо с сокровищами.
Трубадур Фолькер поёт о том, как Зигфрид завладел кладом Нибелунгов, победил двенадцать королей и сделал их своими вассалами. В награду за эту песню Кримхильда дарит Фолькеру вышитый ею плащ.
Раздаётся сигнал трубы. Входит герольд и объявляет, что к воротам замка прибыл Зигфрид в сопровождении двенадцати рыцарей и просит аудиенции у короля Бургундии. Все взволнованы, но полководец Хаген Тронье (Ганс Адальберт Шлеттов) советует королю не принимать Зигфрида в замке. Гунтер отвергает этот совет.
Кримхильда наблюдает из окна, как Зигфрид со свитой въезжает в замок, и рассказывает королеве-матери Уте (Гертруда Арнольд) приснившийся ей накануне вещий сон о том, как светлый сокол был погублен двумя тёмными.
Король Гунтер торжественно принимает Зигфрида, который объявляет, что хочет просить руки Кримхильды. Хаген говорит ему, что бургундский король тоже хочет взять в жены исландскую королеву-воительницу Брюнхильду (Ганна Ральф). Но Брюнхильда требует от женихов, чтобы они победили её в поединке, а это до сих пор никому не удавалось. Хаген говорит, что Зигфрид мог бы помочь Гунтеру стать победителем в поединке с Брюнхильдой. Зигфрид со смехом отвечает, что у него самого есть двенадцать вассалов, но сам он никому не вассал. Хаген выходит из себя и чуть было не начинает битву прямо в тронном зале, но тут появляется Кримхильда. Зигфрид потрясён её красотой. Гунтер предлагает ему руку своей сестры, если Зигфрид поможет ему стать мужем Брюнхильды. Зигфрид соглашается.

#### Песнь третья
Гадалка говорит Брюнхильде, что к берегам Исландии приплыл корабль с рыцарями. Для того, чтобы попасть к её замку, они должны пройти через огненные поля. Лишь сильный духом сможет заставить пламя угаснуть. Зигфриду это удаётся. Увидев это, Брюнхильда требует свои доспехи — ей предстоит битва, равной которой ещё не было.
Король Гунтер со свитой въезжают в замок. Брюнхильда принимает их в тронном зале и приветствует Зигфрида как героя, который готов биться с ней не на жизнь, а на смерть. Зигфрид говорит, что ни жизнь, ни смерть Брюнхильды ему не нужны, и что это король Гунтер хочет взять её в жёны. Брюнхильда объявляет, что ещё до вечера щит Бургундии будет украшать стену этого зала, и приказывает подать ей оружие. В ответ Зигфрид просит у короля разрешения удалиться, чтобы подготовить корабли к отплытию: ещё до вечера они должны быть готовы отправиться в обратный путь с королём и его невестой.
Брюнхильда и Гунтер готовятся к поединку, а Зигфрид, выйдя за ворота, набрасывает на себя магическую накидку и возвращается к месту соревнования. Гунтер видит на земле тень невидимого Зигфрида и слышит, как тот обещает ему помощь.
Начинается поединок. Сначала Брюнхильда бросает тяжёлый камень и прыгает вслед за ним на то же расстояние. Невидимый Зигфрид помогает Гунтеру бросить ещё больший камень ещё дальше и затем бросает туда же самого короля. Он помогает Гунтеру отразить щитом удар копья Брюнхильды, а потом — разбить этим же копьём её щит. Условие выполнено, Гунтер победил в тройном состязании и Брюнхильда обязана согласиться стать его женой.

#### Песнь четвёртая
Король, Брюнхильда и Зигфрид возвращаются на корабле в Бургундию. Гунтер входит в каюту к Брюнхильде и говорит ей, что они причаливают. Брюнхильда отталкивает его. Они борются, Брюнхильда легко побеждает слабохарактерного короля. Она начинает сомневаться, что именно Гунтер одержал над ней верх в Исландии, и объявляет, что считает себя его пленницей, а не невестой.
В Вормсе все приветствуют Брюнхильду, как королеву. Зигфрид подходит с Кримхильдой к Гунтеру и напоминает тому о его обещании. Король говорит, что если Кримхильда согласна, то сегодня можно сыграть двойную свадьбу. Брюнхильда в ярости требует от короля ответа, с каких это пор вошло в обычай отдавать сестёр королей замуж за вассалов. Гунтер отвечает, что Зигфрид не вассал ему, а почти что брат, и что сегодня они станут братьями по крови.
В соборе Вормса проводится церемония, которая связывает брачными узами Гунтера с Брюнхильдой, а Зигфрида — с Кримхильдой. После свадьбы король и Зигфрид проводят обряд кровного братания и клянутся в вечной верности друг другу.
В присутствии Гунтера Хаген говорит Зигфриду, что Брюнхильда побеждена, но не смирилась, и что негоже королю быть униженным женщиной. Он предлагает Зигфриду с помощью магической накидки принять облик Гунтера и сломить упрямство Брюнхильды. Зигфрид отказывается. Хаген убеждает его, говоря, что плохо то дело, что сделано лишь наполовину, и Зигфрид, как брат короля, должен помочь ему. В конце концов, Зигфрид соглашается. С помощью накидки нибелунгов он принимает облик Гунтера и идёт к Брюнхильде. Та пытается сопротивляться, но лже-Гунтер сильнее; во время борьбы Зигфрид срывает с руки Брюнхильды браслет со змеиными головами.
Гунтер ждёт у двери своей спальни. Зигфрид в его облике выходит оттуда и говорит, что воля Брюнхильды сломлена и король может идти на брачную постель. Король уходит, а Зигфрид обнаруживает в своей одежде запутавшийся там браслет Брюнхильды.

#### Песнь пятая
Спустя полгода после двойной свадьбы в Вормсе все ждут возвращения обоза, посланного за сокровищами нибелунгов. Хаген говорит Гунтеру, что блеск его королевства меркнет и что им нужны сокровища. Глупо отказываться, ведь часть богатств нибелунгов должна принадлежать королю по праву родства с Зигфридом.
В это время Кримхильда, разбирая со служанкой сундуки, находит в одном из них браслет со змеиными головами и надевает его. Зигфрид, заметив браслет, умоляет снять его и не надевать больше никогда — браслет связан с тайной, которая не должна быть раскрыта. Кримхильда умоляет рассказать, в чём дело, и Зигфрид соглашается, взяв с жены слово, что рассказанного им больше никто и никогда не услышит.
Наблюдая за влюблёнными из своего окна, Брюнхильда пылает чёрной завистью к ним. Она подходит к королю и спрашивает его, долго ли Зигфрид и его жена будут злоупотреблять гостеприимством их двора. Гунтер отвечает, что Кримхильда остаётся в Вормсе ради матери — готова ли Брюнхильда занять её место возле королевы Уты?
В это время прибывает обоз с сокровищами. Зигфрид радостно принимается раздавать драгоценности всем желающим. Король, Хаген и Брюнхильда с раздражением наблюдают за ним из окна. Хаген говорит, что, видимо, самое время отправить Зигфрида домой. Гунтер отвечает, что никогда не предложит ему уехать, это должно произойти по воле самого Зигфрида.
Брюнхильда вызывает служанок и говорит, что пойдёт на мессу со всеми регалиями королевы. На ступенях собора она встречается с Кримхильдой и требует, чтобы та не входила в собор раньше её: жена вассала не должна идти прежде королевы. Кримхильда возражает, что Зигфрид Гунтеру не вассал. Брюнхильда презрительно говорит, что видела, как Зигфрид выполнял вассальные поручения короля, значит, Зигфрид — просто зазнавшийся вассал. Не сдержавшись, Кримхильда показывает ей браслет и пересказывает историю с волшебным покрывалом.
Зигфрид, узнав о ссоре женщин, прибегает к собору. Хаген упрекает его, говоря, что его болтливость страшнее убийства.
Брюнхильда от стыда пытается убить себя, прыгнув в крепостной ров, но Хаген и король её удерживают. Брюнхильда требует, чтобы король убил Зигфрида; Гунтер отвечает, что никто не в силах убить победителя дракона — он неуязвим. Услышавший это Хаген рассказывает им про уязвимое место на спине Зигфрида. Чтобы подтолкнуть нерешительного Гунтера, Брюнхильда говорит, что Зигфрид, когда был в его облике лишил её девственности. Король приходит в ярость и поручает Хагену устроить охоту и разобраться с «бешеным псом».

#### Песнь шестая
Хаген в раздумьях сидит в зале. Подходит Кримхильда. Хаген спрашивает, может ли она хранить секреты. Кримхильда отвечает, что один раз уже нарушила обещание хранить молчание, и больше никогда в жизни так не поступит. Хаген говорит ей, что предстоящая охота может стать охотой на человека — враги Бургундии плетут заговор против них. Хорошо, что Зигфрид неуязвим и ему не о чём беспокоиться. Взволнованная Кримхильда вспоминает про уязвимое пятно на спине мужа и просит Хагена беречь Зигфрида от случайного удара. Хаген соглашается, но просит Кримхильду узнать, где точно у Зигфрида это пятно, чтобы вернее его защитить. Кримхильда обещает отметить это место крестиком на одежде Зигфрида.
Гунтер приходит к Брюнхильде и говорит ей, что отправляется на охоту в Оденвальд. Брюнхильда грозит ему, что не будет ни пить, ни есть, пока её позор не будет отомщён.
Зигфрид надевает одежду, на которой Кримхильда уже вышила крестик, и готовится отправиться на охоту. Звучит охотничий рог. Кримхильда просит его быть осторожным и говорит, что ей приснился могучий кабан, который разорвал Зигфрида на куски. Зигфрид со смехом её успокаивает. Снова звучит рог. Кримхильда просит его не идти на охоту — ей приснились две горы, которые обрушились на него. Зигфрид говорит, что они с Гунтером в полном согласии и врагов у него нет. Рог зовёт в третий раз. Зигфрид уходит. Охотники покидают замок. Кримхильда, вся не своя от волнения, говорит матери, что будто вся кровь покинула её сердце.
В Оденвальдском лесу идёт весёлая охота, но король Гунтер сидит мрачнее тучи. Появляется счастливый Зигфрид, который обещает пригоршню красного золота за бурдюк белого вина. Хаген говорит ему, что у повозки с вином сломалась ось и вина нет, но он знает поблизости родник с холодной водой. Он предлагает Зигфриду бежать к нему наперегонки — кто первым зачерпнёт из родника, тот и победил. Зигфрид соглашается, но замечает, что Гунтер чем-то подавлен. Он спрашивает его о причине такой печали, но король говорит, что расскажет всё, когда Зигфрид вернётся от родника.
Зигфрид и Хаген снимают оружие и по сигналу бросаются к роднику. Хаген, однако, хватает копьё и бежит к роднику не по тропинке, а напрямик, и прячется в засаде. Когда Зигфрид наклоняется к роднику, Хаген копьём попадает точно в вышитый Кримхильдой крестик. Смертельно раненый Зигфрид, пробитый копьём насквозь, из последних сил добирается до места, где стоят Хаген и король, указывает на Хагена и умирает. Но никто не осмеливается бросить обвинение Хагену.
Хаген объявляет, что охота окончена.

#### Песнь седьмая
Поздно ночью охотники возвращаются с телом Зигфрида в замок и Кримхильде сообщают о его гибели.
Король Гунтер говорит Брюнхильде, что она может прервать свой пост — Зигфрид мёртв. Брюнхильда смеётся и говорит Гунтеру, что он убил своего самого верного друга из-за одного только навета оскорблённой женщины. Король в ужасе убегает.
Кримхильда рыдает над телом Зигфрида. Появляется опечаленный Гунтер, за ним — мрачный Хаген с Бальмунгом, мечом Зигфрида. Кримхильда вспоминает об их разговоре, открывает рану на груди мужа и понимает, что он был убит копьём в спину. Она при всех обвиняет Хагена в убийстве и требует у короля справедливости. Король молча становится между ней и Хагеном. Вслед за ним то же самое делают Гернот, трубадур Фолькер и другие рыцари.
Тело Зигфрида уносят. Кримхильда объявляет, что Хаген Тронье может прятаться в своём клане, в божьем храме и даже на краю Земли, но её мести он не избегнет. Она отправляется в собор, куда отнесли тело Зигфрида, и находит рядом с алтарём Брюнхильду, которая пронзила себя кинжалом. Кримхильда отправляет известие королю, что его жена мертва.

### Часть 2: Месть Кримхильды

#### Песнь первая
Кримхильда в соборе держит траур над телом Зигфрида. Она раздаёт нищим милостыню со словами «От имени Зигфрида, который был убит и до сих пор не отомщён».
К королю Гунтеру является маркграф Рюдигер фон Бекларн (Рудольф Риттнер), посол короля гуннов Аттилы. Аттила (Рудольф Кляйн-Рогге) просит у короля Бургундии руки Кримхильды. Король отвечает, что, вероятно, Аттила не вполне представляет, кого он хочет взять в жёны.
Герольд сообщает Кримхильде, что её ждёт король. В тронном зале ей представляют Рюдигера, который передает ей предложение Аттилы. Кримхильда отвечает, что Рюдигеру, должно быть, хорошо известно, как её гнетут злодеяния, совершенные в её семье. Гунтер пытается возразить ей, но Кримхильда спрашивает его: «Брат, где брат твой Зигфрид?», намекая на каиново преступление, и требует, чтобы ей был выдан убийца мужа. Король, не раздумывая, отказывается: Хаген Тронье верен ему, а он должен быть верен Хагену. Появляется Хаген и Кримхильда, увидев его, уходит.
Братья и Хаген обсуждают, как поступить, когда приходит слуга Кримхильды и сообщает, что та хочет говорить с Рюдигером после вечерни. Гунтер и Рюдигер полны надежд, а Хаген говорит Герноту, что нужно принять меры предосторожности и позаботиться о будущем королевства.
Кримхильда просит Рюдигера рассказать ей об Аттиле. Она говорит ему, что после гибели мужа она считает, что уже мертва, и ничто, кроме мести, в этом мире её не держит. Рюдигер уверяет её, что ни одна обида, нанесённая ей при дворе Аттилы, не останется не отомщённой. Кримхильда требует, чтобы Рюдигер поклялся в этом именем Аттилы и своим собственным, причём требует клятвы не на кресте, а на острие меча. Рюдигер произносит клятву.
В это время Хаген отправляется в сокровищницу, где хранится клад нибелунгов, ранее принадлежавший Зигфриду, а теперь унаследованный Кримхильдой. Хаген по частям переносит клад к пруду и топит его в глубоком омуте. Случайно его замечает слуга Кримхильды и сообщает госпоже, что Хаген похитил клад. Кримхильда даёт обещание Рюдигеру, что станет женой Аттилы, и отправляется к сокровищнице как раз вовремя, чтобы увидеть, как из неё выходит Хаген. Убедившись, что клад исчез, она спрашивает Хагена о нём. Тот отвечает, что клад в таком месте, где его не сможет использовать никто из врагов Бургундии.

#### Песнь вторая
Кримхильда отправляется на место гибели Зигфрида, берет горсть земли, впитавшей его кровь, и клянётся напитать её кровью его убийцы.
Приходит время отъезда. Гунтер, его братья и мать Ута приходят проститься с Кримхильдой, но она отказывается разговаривать с королём. Ни слёзы матери, ни увещевания священника не меняют её решения.
Кримхильда в сопровождении Рюдигера и его свиты выезжает из Вормса, а Ута, Гизельхер и Фолькер смотрят ей вслед с крепостной башни. Рюдигер, оглянувшись на башню, спрашивает Кримхильду, неужели она не хочет в последний раз взглянуть на родных. Она отвечает отрицательно. Трубадур Фолькер на башне в ярости разбивает свою лютню.
В земле кочевников-гуннов уже ждут прибытия Кримхильды. Аттила выставил дозоры и обещал мешок золота тому, кто первым сообщит о прибытии его невесты. Он посылает навстречу Кримхильде своего брата Блаоделя (Георг Йон).
Привыкшую к роскоши Кримхильду пугает дикость гуннов, которые чуть ли не голыми живут в глиняных хижинах, а встретивший её брат короля выглядит почти как оборванец. Она входит в наполненный варварской роскошью дворец Аттилы, пол которого застлан соломой. Король гуннов потрясён её красотой. Он предлагает Рюдигеру в награду любое королевство из захваченных гуннами. Кримхильда требует, чтобы Аттила присоединился к данной Рюдигером клятве, и тот с готовностью клянётся.

#### Песнь третья
Аттила с войском осаждает Рим, но без прежней знаменитой ярости. Его воины недовольны тем, что осада затягивается, и винят в этом женитьбу короля на Кримхильде. Про него даже сочиняют издевательские песенки. Услышав одну из них, Аттила намеревается казнить сочинившего её гунна, но в этот момент прибывает всадник с известием, что Кримхильда родила сына. Аттила счастлив. Он снимает осаду с Рима и мчится в свою столицу, и всё войско скачет за ним.
Кримхильда в своих покоях с ребёнком, но рождение сына не смягчило её ненависть. Она достаёт из шкатулки мешочек с землёй с места убийства Зигфрида и говорит, что час отмщения близок.
Появляется Аттила, который почти безумен от счастья. Он играет с младенцем, а затем обещает исполнить любое желание Кримхильды. Та просит его пригласить в гости её братьев. Аттила немедленно отправляет Блаоделя в Вормс, чтобы тот передал Гунтеру приглашение ко двору Аттилы.

#### Песнь четвёртая
Кримхильда узнаёт, что уже более месяца её братья гостят в замке маркграфа Рюдигера, и младший из братьев, Гизельхер получил у Рюдигера согласие на брак с его единственной дочерью Дитлиндой и обручился с ней. Чтобы оказать честь бургундцам, Аттила послал к ним одного из своих самых благородных вассалов — Дитриха фон Берна (Фриц Альберти). Фон Берн обращается к королю Гунтеру и его братьям, называя их Нибелунгами.
Кримхильда, обращаясь к гуннам, говорит им, что любой, кто хочет заслужить её милость, должен помнить о её великой скорби.
За день до летнего солнцестояния Нибелунги прибывают ко двору Аттилы. Им предлагают отдохнуть в гостевой комнате, похожей на украшенную коврами казарму. Гунтер и его братья сдерживают недовольство.
Аттила качает колыбель ребёнка. К нему подходит Кримхильда и требует исполнения данной им клятвы. Убийца Зигфрида прибыл в свите Гунтера, и она требует, чтобы Аттила покарал его. Аттила с горечью спрашивает, неужели Кримхильда никогда не забудет Зигфрида. Кримхильда отрицательно качает головой. Аттила говорит, что вызовет Хагена Тронье на поединок, но Кримхильда требует, чтобы Хаген был казнён бесчестно, как убийца. Аттила в ярости отказывается — в его родных степях жизнь гостя священна, и Хаген Тронье неприкосновенен до тех пор, пока он гостит у Аттилы.
Кримхильда отправляется к простым воинам и обещает насыпать полный щит золота тому, кто принесёт ей голову Хагена. Но она требует также, чтобы никто не причинил вреда её братьям.
Хаген и Фолькер беседуют у входа в гостевые покои и видят, что к ним подкрадываются многочисленные гунны. Хаген берётся за меч и гунны отступают.

#### Песнь пятая
В день летнего солнцестояния король Гунтер и бургундские рыцари приходят в пиршественный зал Аттилы боевым строем и в полном вооружении. Аттила спрашивает, давно ли у Нибелунгов в обычае являться на праздник в доспехах. Кримхильда, усмехнувшись, говорит, что Хагену Тронье отлично известно, почему ему никогда не следует расставаться с мечом.
Нибелунги усаживаются за стол Аттилы, а Кримхильда подаёт знак Блаоделю. Тот выходит из зала, чтобы тайно собрать воинов. Король Гунтер поднимает кубок за свою сестру, но Кримхильда демонстративно переворачивает свой.
В казармах бургундцы празднуют летнее солнцестояние вместе с гуннами, дивясь их степным обычаям. Появляется Блаодель. Его люди скрытно раздают гуннам оружие. Блаодель начинает воинственную пляску с кинжалами.
Кримхильда приказывает принести в зал наследника короны гуннов. Аттила радостно её поддерживает. Приносят младенца, которого все сердечно приветствуют, кроме Кримхильды. Аттила, гордясь сыном, передаёт его Хагену. Тот, взяв младенца на руки, говорит, что ребёнку не суждена долгая жизнь и вряд ли он когда-нибудь будет принимать их при дворе.
Внезапно в казармах гунны набрасываются с ножами на бургундцев, пляска переходит в резню. Одному из слуг Гунтера удаётся вырваться из схватки. Раненый, он добегает до ступеней дворца Аттилы. Блаодель стреляет ему в спину из лука. В ответ бургундец убивает Блаоделя броском топора, с криком «Измена!» вбегает в пиршественный зал и падает. Бургундцы и Аттила вскакивают с мест и бросаются к нему. Стража Гунтера перекрывает вход, останавливает набегающих волной гуннов и берёт зал в кольцо. Хаген, оценив обстановку, выхватывает меч и убивает ребёнка. Кримхильда бросается к сыну. Аттила, кажется, не может поверить в случившееся. «Это сделал твой гость, король!» — говорит Кримхильда. «Нибелунги, теперь весь мой народ поднимется против вас!» — говорит Аттила.
Бургундцы убивают в зале стражников-гуннов. Хаген бросается к Кримхильде, но путь ему преграждает Рюдигер. Дитрих фон Берн вскакивает на стол и требует свободного выхода из зала для себя и тех, кто пойдёт за ним. Гюнтер приказывает своим воинам расчистить путь. Фон Берн и Рюдигер выводят из зала своих воинов, Аттилу с мертвым ребёнком на руках и Кримхильду. Ворота зала закрываются за ними. Теперь бургундцы в осаде.

#### Песнь шестая
Хаген в пиршественном зале дворца Аттилы расправляется с оставшимися там гуннами, но одного отпускает живым, чтобы тот рассказал Кримхильде о том, к чему привела её жажда мести. Гунн говорит Кримхильде, что в зале не осталось ни одного живого гунна. Кримхильда приказывает воинам отомстить за гибель соплеменников. Начинается штурм. Бургундцы под командованием Хагена контратакуют и отбрасывают гуннов от ворот.
Кримхильда вновь требует от гуннов, чтобы те отомстили бургундцам за гибель соплеменников и её сына. Гунны начинают штурм дворца Аттилы, приставляют к стенам штурмовые лестницы, надеясь ворваться во дворец через крышу. Бургундцы атаку отбивают, но гуннам удаётся отпереть ворота. Бой в зале начинается снова. Рыцари опять одерживают верх, но с большими потерями.
Гизельхер, сражающийся на верхнем ярусе дворца, замечает Кримхильду, стоящую неподалёку, и обращается к ней со словами «Сестра, вспомни о нашей матери!» Кримхильда отвечает ему, что отпустит их всех, если ей выдадут убийцу Зигфрида. Гизельрих отказывается. Начинается новый штурм.
Фон Берн и его люди наблюдают за боем со стороны. «Силы слишком неравные, — говорит фон Бек маркграфу Рюдигеру. — К утру все нибелунги будут мертвы». Рюдигер говорит, что Гизельхер ему родня и он не может оставаться в стороне. Фон Берн умоляет его не вмешиваться.
Бургундцы одерживают очередную кровавую победу, но теперь их осталось совсем мало.
Кримхильда требует, чтобы к ней привели Рюдигера, и требует от него, чтобы он исполнил данную ей на лезвии меча клятву и убил Хагена, зарубившего её сына. Рюдигер отвечает Кримхильде, что она посылает его не против Хагена Тронье, а против её братьев, которые готовы защищать Хагена ценой собственной жизни. Кримхильда не хочет слушать и требует исполнения клятвы. Рюдигер говорит, что Гизельхер обручён с его дочерью. «Кровь взывает к крови, Рюдигер!» — отвечает Кримхильда.
Рюдигер бросается к Аттиле, который впал в безмолвие после гибели наследника, и говорит, что не может идти против собственного дитяти. Аттила молча показывает ему труп сына, который держит на руках. Рюдигер молча уходит.

#### Песнь седьмая
Рюдигер, облачённый в доспехи, стучит в ворота дворца Аттилы. Гунтер, надеясь, что маркграф принёс им предложение о мире, приказывает его впустить. «Что ты принёс нам, отец?» — спрашивает Гизельхер. «Смерть» — отвечает Рюдигер.
Аттила, который, наконец, обрёл дар речи, требует от фон Берна, чтобы тот добился выдачи Хагена — тогда бургундцев отпустят. «Король Аттила, ты не знаешь законов германской верности!» — отвечает фон Берн.
Рюдигер, не поддаваясь на уговоры Гизельхера, вызывает на поединок Хагена Тронье. Он нападает на Хагена, но Гизельхер принимает на себя удар его меча и погибает. Рюдигер в отчаянии. Он снова рвётся к Хагену, но на этот раз у него на пути оказывается трубадур Фолькер. Они начинают сражаться. В этот момент в зал врываются дружинники Рюдигера. Завязывается бой. Рюдигер гибнет от руки Фолькера.
Гернот выносит мёртвого Гизельхера из ворот дворца и показывает его Кримхильде со словами «Что же ты натворила, сестра!» Та приходит в ужас, но отвечает, что готова отпустить всех, если ей выдадут Хагена. В этот момент Гернота убивают подкравшиеся к нему гунны. Кримхильда бросается к дворцу, в ворота которого врываются новые отряды гуннов, и смотрит на кипящую в зале битву. Гунны отступают, и Кримхильда оказывается лицом к лицу с Хагеном Тронье. «Насладись своей ненавистью, Кримхильда!» — говорит Хаген. — «Твои младшие братья мертвы, Рюдигер убит, и все его люди тоже. А Хаген Тронье, убивший Зигфрида, всё ещё жив!» Хаген бросает к ногам Кримхильды щит Рюдигера. Бургундцы отступают во дворец и снова закрывают ворота. Теперь их осталось совсем немного.
Кримхильда приказывает поджечь дворец. Гунны обстреливают его огненными стрелами. Король Гунтер, который пытается сбивать пламя, ранен.
Аттиле докладывают, что королева приказала поджечь дворец. Аттила отвечает, что Кримхильда права и он должен стоять рядом с ней, когда убийца их ребёнка погибнет в огне. Аттила подходит к жене и благодарит её за решительность. «Мы никогда не были едины в любви, зато мы теперь едины в ненависти», — говорит он. «Никогда ещё моё сердце не было так переполнено любовью», — отвечает Кримхильда.
Хаген хочет выйти из ворот и сдаться, чтобы избавить короля от гибели в огне, но Гунтер останавливает его. Он спрашивает соратников, хотят ли они купить свободу ценой жизни Хагена Тронье. Все отвергают такой выбор. «Верность, испытанная железом, не плавится в огне!» — говорит Гунтер Хагену. Сверху падает горящая балка, преграждая выход из дворца.
Фолькер, сидящий на троне Аттилы, начинает петь. Голос его разносится над рёвом пожара, и даже гунны перед дворцом начинают притопывать в такт его песне. «О, мы вновь вернёмся к зелёным рейнским холмам!» — поёт Фолькер, и рыцари ему подпевают.
«Разве ты не человек, госпожа Кримхильда?» — спрашивает один из рыцарей фон Берна. «Нет, я умерла в тот же миг, когда умер Зигфрид…»
Кровля дворца начинает рушиться, бургундцы гибнут один за другим. Лишь Хаген продолжает держать щит над головой, защищая короля от падающих горящих балок, да продолжает последнюю песню Фолькер.
Думая, что всё кончено, Аттила с мечом бросается к воротам, но на пути у него становится фон Берн. «У короля остался ещё последний вассал!» — говорит он. Фон Берн надевает шлем и приоткрывает ворота. Лежащий перед воротами раненый гунн, умирая, последней стрелой убивает Фолькера. Песня обрывается.
Фон Берн скрывается в горящем дворце. Минута ожидания. Ворота открываются, из них выходит фон Берн. Он несёт Бальмунг. За ним, помогая идти раненому Гунтеру, следует Хаген; зритель впервые видит его с непокрытой головой. Аттила бросается на Хагена, но тот останавливает его взглядом.
Хаген с королём спускаются по лестнице к Кримхильде. Фон Берн протягивает ей меч Зигфрида. Взяв меч, Кримхильда жестом приказывает увести раненого Гунтера. Хаген хочет пойти с ним, но Кримхильда останавливает его. «Я не могу вернуться к могиле Зигфрида, пока все совершенные против него злодеяния не будут наказаны. Господин Хаген, я вернула его меч, но где его сокровища?» Хаген отвечает, что поклялся не раскрывать этой тайны, пока жив хотя бы один из его королей. Кримхильда указывает ему на гунна, который поднимает отрубленную голову Гунтера. Хаген горестно смеётся. «Теперь, госпожа Кримхильда, тайну сокровищ знаем только я и Господь, и не думаю, что Господь будет более сговорчив, чем я!»
Кримхильда ударом Бальмунга убивает Хагена Тронье. Сразу после этого ударом в спину её поражает Гильдебрандт, оруженосец фон Берна, которому не по сердцу, что герои должны умирать в огне или от удара женщины. Раненая Кримхильда достаёт свёрток с землёй, высыпает его на тело Хагена со словами «Теперь, земля, пей сколько хочешь» — и мёртвой падает на руки Аттилы.
Аттила приказывает отвезти Кримхильду к могиле Зигфрида, ибо она всегда принадлежала только ему одному и никогда — другому.

## В ролях
- Гертруда Арнольд — королева Ута
- Маргарете Шён — Кримхильда
- Ханна Ральф — Брюнхильда
- Пауль Рихтер — Зигфрид
- Теодор Лоос — Король Гунтер
- Ганс Карл Мюллер — Гернот
- Эрвин Бисвангер — Гизеллер
- Бернхард Гецке — Фолькер из Альце
- Ганс Адалберт Шлеттов — Хаген из Тронье
- Георг Йон — Миме / Альберих / Слаодель
- Фрида Рихард — Горничная
- Юрий Юровский — Священник
- Рудольф Кляйн-Рогге — король Этцель (Аттила)
- Рудольф Риттнер — Рюдигер

## Производство
Анимационный эпизод «Сон Кримхильды» был нарисован и снят оператором Вальтером Руттманом.
Параллельно с написанием сценария фильма Теа фон Харбоу работала над романом, который вышел в свет также в 1924 году под названием «Книга Нибелунгов».

## Место фильма в истории кино
Дилогия «Нибелунги» стала вторым крупным успехом режиссёра Фрица Ланга после фильма «Доктор Мабузе, игрок» (Dr. Mabuse, der Spieler, 1922). Фильм очаровал зрителей эпическим размахом действия, уникальными достижениями постановочной механики, точной и выразительной актёрской игрой.
Классическими стали исполнения ролей Зигфрида Паулем Рихтером, Кримхильды Маргарет Шён, короля Гунтера Теодором Лоосом, Хагена Тронье Гансом Адальбертом Шлеттовом и Этцеля-Аттилы Рудольфом Кляйн-Рогге.
Визуальное решение фильма, включая полномасштабные монументальные декорации королевского замка в Вормсе и дворца Аттилы, были выстроены на открытой площадке киностудии в Бабельсберге под руководством художников Отто Хунте, Карла Фольбрехта и Эриха Кеттельхута и высоко оценены критиками. Костюмы, выдержанные в характерной для 1920-х годов стилистике Ар-деко, были созданы по разработкам Пауля Герда Гудериана.
Среди выдающихся для того времени спецэффектов фильма следует упомянуть многометрового движущегося огнедышащего дракона и огненные поля вокруг замка Брюнхильды.
Операторская работа Карла Гоффманна и Гюнтера Риттау в этом фильме считается одной из самых выдающихся в кинематографе того времени.
Фильм стал не только безусловной художественной удачей его создателей, но также заслужил широчайшее признание у зрителей и принёс студии значительную прибыль; он считается одним из самых крупных коммерческих успехов немецкого кинематографа 1920-х годов.

## Мнения о фильме
«Нибелунги» были торжественным гимном былой славе страны — залог отмщения и грядущих побед. Пластика и архитектура доминируют в фильме. <…> Монументальные лестницы, соборы из цемента, окутанные дымкой, луга, усеянные искусственными маргаритками, леса с необъятными стволами деревьев из папье-маше, макеты феодальных замков, гроты из картона, разделанного «под камень», драконы-автоматы — все эти гигантские конструкции, полумеровингские, полукубистские, ожили благодаря таланту постоянных сотрудников Ланга — декораторов Отто Хунте и Карла Фольбрехта, большой эрудиции костюмера Гудериана, виртуозности операторов Карла Гоффмана и Гюнтера Риттау, но прежде всего несравненному пластическому мастерству постановщика. Этот крупнейший архитектор кино разместил своих актёров и статистов так, что они стали живыми «мотивами» единой помпезной декоративной композиции, где человек был полностью подчинён законам пластики…
— Ж. Садуль. История киноискусства. — М.: Издательство иностранной литературы, 1957

Следующим фильмом Ланга и Гарбоу были «Нибелунги» (1924). Теа фон Гарбоу, происходившая из старой дворянской семьи, близко соприкасалась с верхушкой генералитета, где вынашивались планы реванша. Поэтому не вызывает удивления, что именно ей пришла мысль воспользоваться древнегерманским эпосом, для того чтобы воспеть военное величие германской нации.
— Сергей Комаров. Немое кино // История зарубежного кино. — Москва: Искусство, 1965. — Т. 1. — 416 с.

По замыслу «Ufa» и правительства, «Нибелунги» должны были пропагандировать немецкую культуру во всём мире. Благодаря мастерской режиссуре и постановочному размаху задача эта в значительной мере была выполнена. Ланг, прошедший школу экспрессионизма, сумел воссоздать атмосферу легендарной эпохи, воскресить фантастику средневековых преданий. Огромное расстояние отделяет фильмы Любича, которые Пол Рота называл смесью Рейнгардта и костюмерной, от произведения Фрица Ланга, которое ещё и сегодня поражает размахом и мастерством.
— Е. Теплиц Т. 'История киноискусства:'ом 1 (1895—1927). — М.: Прогресс, 1968

…В фильме много изощрённых и эффектных деталей: чудесные туманные испарения в эпизоде с Альбериком, волны пламени, стеной обступившие замок Брунгильды, молодые берёзки у источника, где убили Зигфрида. Они живописны не только сами по себе; у каждой особая функция. В фильме много простых, громадных и величественных строений, которые, заполняя весь экран, подчёркивают пластическую цельность картины. Перед тем как Зигфрид со своими вассалами въедет во дворец Гюнтера, их крошечные фигурки появятся на мосту у самой экранной рамки. Этот контраст между мостом и лежащей под ним глубокой пропастью определяет настроение целого эпизода.
Эти художественные ухищрения внушают зрителю мысль о неотвратимой силе Судьбы. Подчас люди (обычно рабы или вассалы) низводятся до орнаментальных деталей, подчёркивая всемогущество единодержавной власти. Челядь Гюнтера поддерживает руками пристань, к которой причаливает Брунгильда: стоя по пояс в воде, слуги напоминают ожившие кариатиды. Но особенно замечателен кадр с закованными карликами, которые служат декоративным пьедесталом для гигантской урны, где хранятся сокровища Альберика: проклятые своим господином, эти порабощённые существа превращены в каменных идолов. Перед нами полное торжество орнаментального над человеческим. Неограниченная власть выражается и в тех привлекательных орнаментальных композициях, в которых расположены люди. То же самое наблюдалось при нацистском режиме, который проявлял склонность к строгой орнаментальности в организованном построении человеческих масс. Всякий раз, когда Гитлер разглагольствовал перед народом, он видел перед собой не сотни тысяч слушателей, а гигантскую мозаику, сложенную из сотен тысяч человеческих частиц. «Триумф воли», этот официальный гитлеровский фильм о нюрнбергском съезде нацистской партии 1934 года, свидетельствует о том, что, создавая свои массовые орнаментальные композиции, нацистские декораторы вдохновлялись «Нибелунгами» Фрица Ланга.
Театральные трубачи «Зигфрида», величественные лестницы и авторитарно настроенные людские толпы торжественно перекочевывали в нюрнбергское зрелище тридцатых годов.
События «Нибелунгов» разворачиваются в неторопливо-медлительных планах, которые обладают достоинствами фотокомпозиций. Их неспешная смена, оттеняющая статичность мифического царства, сознательный приём: он направляет зрительское внимание на непосредственное действие фильма. Но подспудное движение сюжета не совпадает с вереницей предательств и убийств. Оно таится в развитии тлеющих инстинктов и постепенно распоясывающихся страстей. Перед нами естественный жизненный процесс, при помощи которого и вершится Судьба…— Зигфрид Кракауэр
Г. Ф. Лавкрафт в письме от 12 сентября 1925 года своей тётке Л. Ф. Кларк высоко оценил фильм, особо отметив его «нордическую» направленность: «Это были восторг и наслаждение, запомнившиеся навеки! Это была сама сокровенная душа бессмертного и непобедимого белокурого северянина, воплощённая в сияющем воине света, великом Зигфриде, убийце чудовищ и поработителе королей…»